# يكابيلس
ياكابيلس (بالإنجليزية: Jēkabpils)‏ هي city under state jurisdiction in Latvia تقع في لاتفيا في لاتفيا.[بحاجة لمصدر] يقدر عدد سكانها بـ 25,883 نسمة ومساحتها 26.284 كم2 .

## المدن التوأمة
مدن Melle، Sokołów Podlaski، ماردو، Czerwionka-Leszczyny وليدا (مدينة) هي مدن توأمة لـجيكاببيلس.

## أعلام
- جوريس أمبراشكو
- دينيس راكيلز